# 蛋糕论
蛋糕论是指政治术语中关于经济发展和收入再分配的隐喻，出现于贫富差距逐渐加大、问题浮现的2010年。如果将经济发展比喻成烤蛋糕，争辩的一方认为发展应着眼于“更加公平地分配蛋糕”，而另一方则认为发展应着眼于“把蛋糕做大”。

## 概述
1978年改革开放以来中国经济增长，国民生活水平大幅度提升，收入大幅增长，但也引发了贫富差距拉大及一系列相关的社会问题，“有产者”和“无产者”之间的冲突不断涌现。各种各样的暴发户或依靠辛勤工作和进取的品格成为新市场经济下的受益者，或走体制漏洞继承不公平的特权。在2010年的全国人民代表大会上，温家宝总理指出：“我们必须发展我们的经济来把蛋糕做大，但也要借助合理的制度公平分配蛋糕。”
为了应对不同利益群体之间日益尖锐的矛盾，据称共产党在“蛋糕问题”出现思想分裂。正统共产党人认为，问题的解决方法是把重点放在财富分配上，同时追求更高的增长（分蛋糕），而改革派和自由派则认为解决之道是追求持续增长，担心分配财富会让物质财富达到临界点（把蛋糕做大）。
意识形态的分裂于2011年底的口水战中浮现，时任广东省省委书记汪洋指出：“分蛋糕前必须把蛋糕做大。”他表示“经济持续发展”必须优先于其他任务。对此，时任重庆市委书记薄熙来表示，“某些人认为，一个人在分蛋糕前必须把蛋糕做大，但这种做法是错的，因为如果蛋糕的分配不公平，那么就没人愿意去烤它。因此，我们不能把蛋糕做大。”
提倡合理地『分好蛋糕』是中國前領導人薄熙来的“重庆模式”的重要组成部分。薄给予全市外来务工人员居所，让他们与城镇居民享受教育、医疗等方面的同等待遇。此外，薄推行范围广泛的公共房屋计划，打击当地的黑帮、商人及其政府亲信。尽管“重庆模式”获得中共高层领导人的赞赏，但专家指出，该模式最终变得过分依赖薄熙来自身的个性，难以向全国其他地区扩张。
该比喻被认为象征着中国最高层领导人内部的思想斗争，是进一步发展还是公平分配的问题成为中国政治议程的核心问题。